# Christophe Bourret
Pour les articles homonymes, voir Bourret.
Christophe Bourret, né le 22 octobre 1967 à Enghien-les-Bains, est un homme d'affaires et ancien pilote amateur automobile français.
Il est le président de la SGAM Matmut depuis 2019 et depuis 2020 de la mutuelle du même nom. 
En tant que pilote automobile, il compte trois participations consécutives aux 24 Heures du Mans entre 2011 et 2013.

## Carrière sportive
En 2007, il commence sa carrière en sport automobile. Il participe au championnat VdeV à partir de 2009. L'année suivante, avec Pascal Gibon, il remporte le titre en Endurance GT/Tourisme au volant de la Porsche 911 GT3 RSR (997) d'IMSA Performance,. La même année, il pilote une Porsche aux 24 Heures de Spa et termine douzième du classement général.
En 2011, il participe pour la première fois aux 24 Heures du Mans et termine deuxième de la catégorie GTE Am.
L'année suivante, il prend part à l'intégralité des manches du championnat du monde d’endurance FIA à bord de la Chevrolet Corvette C6.R ZR1 de Larbre Compétition,.
En 2017, il pilote une Mercedes-AMG GT3 pour le compte de l'écurie AKKA ASP en Blancpain GT Series Sprint Cup.

### Résultats aux 24 Heures du Mans
Résultats de Christophe Bourret aux 24 Heures du Mans, :
| Année | Equipe             | Voiture                     | Coéquipiers                         | Résultat                  |
| ----- | ------------------ | --------------------------- | ----------------------------------- | ------------------------- |
| 2011  | Larbre Compétition | Porsche 911 GT3 RSR (997)   | Jean-Philippe Belloc / Pascal Gibon | 21e                       |
| 2012  | Larbre Compétition | Chevrolet Corvette C6.R ZR1 | Jean-Philippe Belloc / Pascal Gibon | 28e                       |
| 2013  | IMSA Performance   | Porsche 911 GT3 RSR (997)   | Raymond Narac / Jean-Karl Vernay    | 26e (vainqueur en GTE Am) |

## Carrière entrepreneuriale
Devenu administrateur de Matmut Vie, sur proposition de Daniel Havis, dès 2007, Christophe Bourret est aujourd'hui Président de la Mutuelle Ociane Matmut, Président de MFPass, et administrateur de Cardif IARD.